# Anthicus laetus
Anthicus laetus es una especie de coleóptero de la familia Anthicidae.

## Distribución geográfica
Habita en Mongolia.